# 1443 Ruppina
1443 Ruppina (1937 YG) là một tiểu hành tinh vành đai chính được phát hiện ngày 29 tháng 12 năm 1937 bởi Karl Wilhelm Reinmuth ở Heidelberg. Tiểu hành tinh được đặt theo tên của thành phố Ruppin, Đức, nơi sinh nhà thiên văn học Martin Ebell, người đề xuất tên gọi.